# Nóra Edöcsény
Nóra Edöcsény (Boedapest, 2 februari 1974) is een Hongaarse triatlete uit Dunaújváros.
Edöcsény deed in 2000 mee aan de Olympische Zomerspelen van Sydney op het onderdeel triatlon. Ze behaalde een 19e plaats in een tijd van 2:05.20,03.
Ze is aangesloten bij Cseke Kézilabda Club en getrouwd met triatleet Péter Hóbor.

## Palmares

### Triatlon
- 1997: 26e WK olympische afstand in Perth - 2:04.32
- 1997: 5e ITU wereldbekerwedstrijd in Cancún
- 1998: 26e WK olympische afstand in Lausanne - 2:14.12
- 1998: 7e EK olympische afstand
- 1999: 27e WK olympische afstand in Montreal - 1:59.16
- 2000: 25e WK olympische afstand
- 2000: 19e Olympische Spelen in Sydney
- 2001: 44e WK olympische afstand
- 2003: 43e WK olympische afstand in Queenstown
- 2003: 6e Triatlon van Sofia
- 2003: 8e Triatlon van Zagreb
- 2004: 12e Triatlon van Zuid-Afrika